# Phobocampe largo
Phobocampe largo är en stekelart som först beskrevs av Henry Lorenz Viereck 1925.  Phobocampe largo ingår i släktet Phobocampe och familjen brokparasitsteklar. Inga underarter finns listade i Catalogue of Life.